# 阿尔米
阿尔米(法语：Armix)，是法国东部安省的一个市镇。面积 6.82平方公里，人口15，人口密度2.2人／平方公里（1999年）。

## 人口
阿尔米人口变化图示
| 数据来源：INSEE |